# Midhat Šamić
Midhat Šamić (16. března 1907 Sarajevo, Bosna a Hercegovina – 23. ledna 1990 Sarajevo, Socialistická federativní republika Jugoslávie) byl bosenskohercegovský pedagog, překladatel a literární historik bosňáckého původu.

## Život
V rodném městě dokončil základní školu a gymnázium. Roku 1931 na Filozofické fakultě Univerzity v Bělehradě absolvoval studium komparativní literatury a jugoslávské literatury a latinského jazyka. V letech 1931–1950 působil jako středoškolský pedagog v Prijedoru, Bělehradě a Sarajevu. Profesorskou zkoušku složil roku 1935. Mezi lety 1946 a 1947 vyučoval též francouzštinu na Vyšší pedagogické škole v Sarajevu. Roku 1950 začal přednášet francouzskou literaturu na nově otevřené Filozofické fakultě Univerzity v Sarajevu, kde zůstal až do roku 1976, kdy byl penzionován. Jistý čas zastával post děkana filozofické fakulty.
Mezi lety 1954 a 1956 byl lektorem srbochorvatského jazyka a literatury v Paříži. Roku 1958 na Sorbonně získal doktorát z komparativní literatury. Z francouzštiny předkládal Victora Huga, Molièra, Jeana-Clauda Carrièra, Alphonsa Daudeta a Alberta Thibaudeta.
Odborně se zabýval francouzskou literaturou. Vedle toho se věnoval metodologii výuky a učení živých jazyků a vědecké práce.
Od roku 1969 byl dopisujícím a nato od roku 1973 řádným členem Akademie věd a umění Bosny a Hercegoviny. Šamić získal řadu ocenění, mj. Cenu ZAVNOBIH.
Jeho dcerou je spisovatelka a orientalistka Jasna Šamić (*1949).

## Dílo

### Monografie a rozsáhlejší práce
- Metodika nastave i tehnike učenja živih jezika (Metodika výuky a techniky učení živých jazyků, Sarajevo 1959)
- Les voyageurs français en Bosnie à la fin du XVIIIe siècle et au début du XIXe (Francouzští cestovatelé v Bosně na konci osmnáctého a počátkem devatenáctého století, Paris 1960), bosensky: Francuski putnici u Bosni i Hercegovini u XIX stoljeću 1836–1878 (Sarajevo 1981)
- Istorijski izvori Travničke hronike Ive Andrića i njihova umjetnička transpozicija (Historické zdroje Travnické kroniky Iva Andriće a jejich umělecká transpozice, Sarajevo 1962, 2005)
- Iz strane i uporedne književnosti (Ze zahraniční a komparativní literatury, Sarajevo 1968)
- Kako nastaje naučno djelo (Jak vzniká vědecká práce, Sarajevo 1968, 1969, 1972, 1977, 1980, 1984, 1988, 1990, 2003)
- Andre Žid i Rože Martin di Gard: Književno prijateljstvo (André Gide a Roger Martin du Gard: Literární přátelství, Sarajevo 1973)
- Ličnost, djelo i doba A. Žida u svjetlu njegova dnevnika (Osobnost, dílo a doba A. Gida ve světle jeho deníků, Sarajevo 1976)
- Studije i ogledi (Studie a kritiky, Sarajevo 1982)